# Borská alej
Borská alej je chráněné stromořadí u Boru v okrese Tachov. Oboustranná alej 115 dubů letních (Quercus robur) vede v nadmořské výšce okolo 480 m podél silnice č. 195 od Boru jižně ve směru na Stráž až k rybníku Obora. Obvody kmenů dubů měří od 90 do 260 cm, koruny stromů dosahují do výšky okolo 18 m (měření 1986). Alej je chráněna od roku 1987 jako krajinná dominanta.

## Stromy v okolí
- Borský kaštan
- Skviřínský dub
- Muckovská alej